# Josefsgeschichte

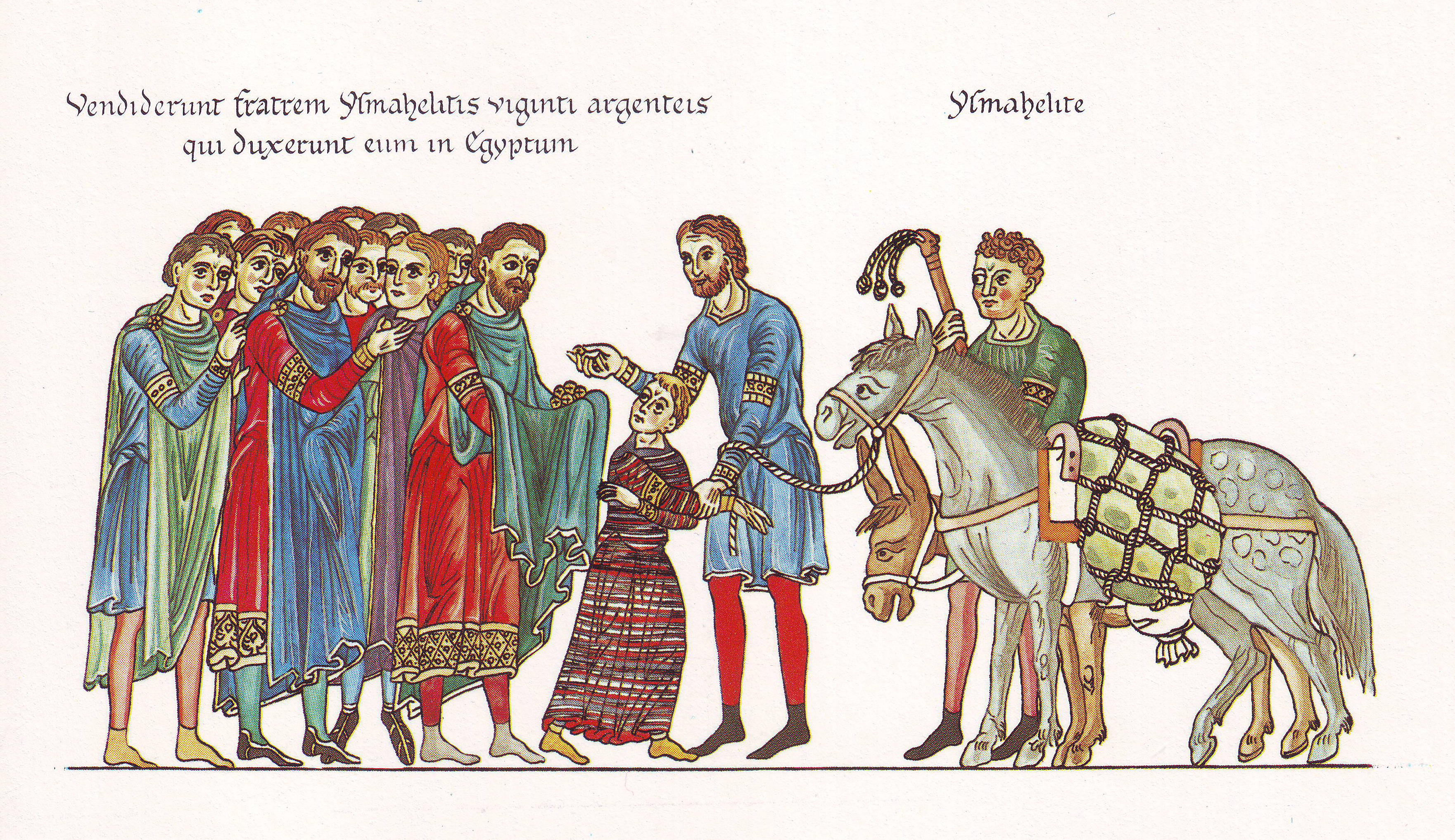
Josef wird von seinen Brüdern nach Ägypten verkauft – Darstellung aus dem Hortus Deliciarum der Herrad von Landsberg (12. Jahrhundert)

Die Josefsgeschichte der hebräischen Bibel, auch als Josefserzählung oder Josefsnovelle bezeichnet, ist eine biblische Erzählung. Sie findet sich in Gen 37–50 . Im größeren Zusammenhang schlägt der Text eine Brücke von der Welt der Patriarchen (Abraham, Isaak, Jakob/Israel), die in Kanaan leben, zur Mose-Geschichte.

## Inhalt

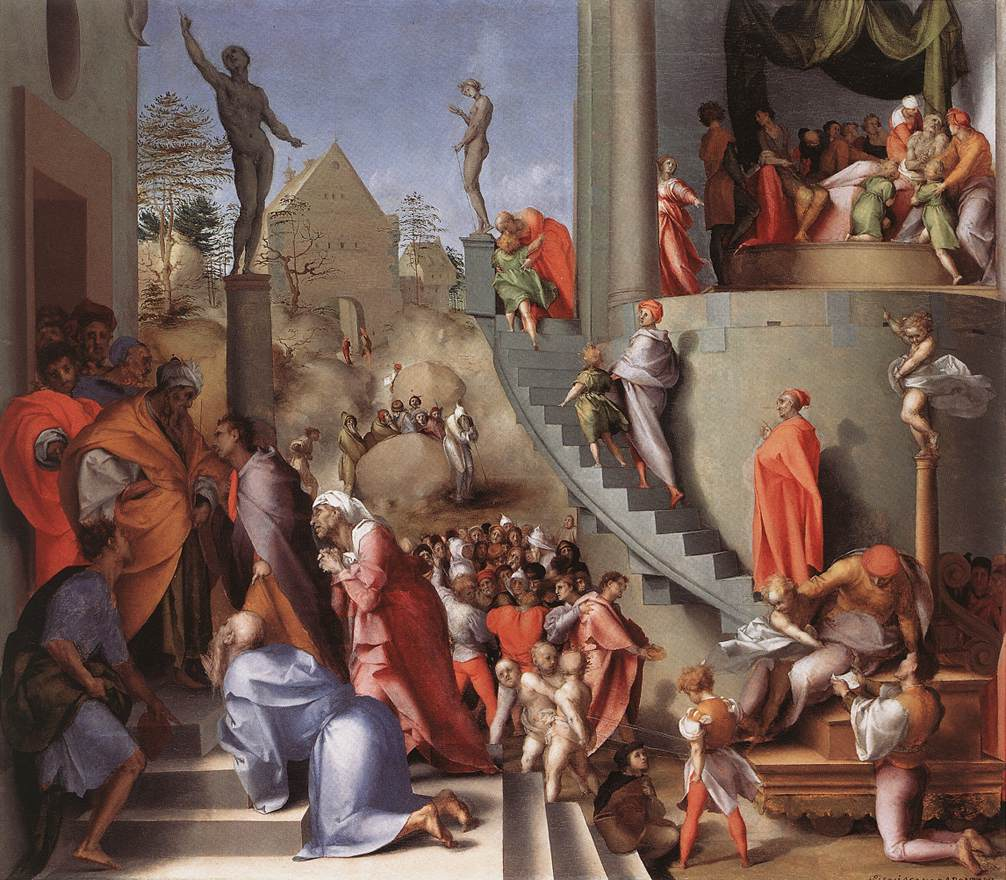
Josef in Ägypten von Pontormo

Der vom Stammvater Jakob bevorzugte Sohn Josef träumt von Allmacht, d. h. davon, dass Eltern und Brüder sich ehrfürchtig vor ihm niederwerfen, und zieht sich damit den Hass seiner Brüder und die zumindest reservierte Reaktion des Vaters zu. Die Brüder versuchen, Josef in einer Zisterne zu ertränken; als das misslingt, wollen sie ihn verkaufen – letztlich kommt ihnen aber eine vorbeiziehende Karawane zuvor. Sie ist es, die Josef verkauft, so dass er nach Ägypten gelangt.
In Ägypten arbeitet Josef als Diener im Haus des Potifar, und weil er ein gottesfürchtiger Mann ist, schenkt Gott ihm Gelingen in allem, was er tut. Potifars Frau wirft ein Auge auf Josef, wird mehrfach zudringlich. Als er sich der Frau des Potifar verweigert, beschuldigt sie ihn der versuchten Vergewaltigung. Josef wird ins Gefängnis gesperrt. Dort kann er dank seiner Tüchtigkeit einen hohen Posten erreichen und macht sich einen Namen als Traumdeuter beim Oberbäcker und dem Obermundschenk des Pharao – beide ebenfalls eingekerkert. Josef sagt deren Schicksal richtig voraus, nachdem Gott es ihm offenbart hat. Als – nach weiteren zwei Jahren – auch der Pharao rätselhafte Träume hat, wird Josef auf Anraten des Obermundschenks geholt. Josef kann durch Gott auch diese Träume deuten: Sieben Jahre des Überflusses und sieben Jahre der Hungersnot werden kommen. Josef wird zum Vizekönig erhoben, der die Krise bewältigen soll, und heiratet Asenat, die Tochter des Priesters von On.
Nach der Überflussperiode weitet sich die Hungersnot auch auf Palästina aus, ja sogar „auf die ganze Welt“. Die Brüder ziehen insgesamt zweimal zum Getreidekauf nach Ägypten, denn dort waren auf Josefs Anraten Vorratsspeicher angelegt worden. Die Brüder erkennen Josef nicht. Dieser prüft seine Brüder nach ihrer ersten Ankunft mit einem haltlosen Spionagevorwurf und erkennt bei der zweiten Reise der Brüder nach Ägypten an deren Verhalten bei einer erneuten Prüfung, dass sie sich geändert haben: Sie stoßen nicht mehr einen einzelnen (der aktuell als Pfand eingekerkert worden war) aus ihrer Gemeinschaft aus. Josef gibt sich schließlich zu erkennen und fordert die Brüder auf, den Vater und die Großfamilie nach Ägypten zu holen. Die Hungersnot eskaliert. Josef kann mit drastischen Maßnahmen das Problem bewältigen und wird dafür von den Ägyptern gefeiert. Der Vater nimmt Josef den Eid ab, im Land seiner Väter begraben zu werden, segnet seine Söhne und Enkel und stirbt in Ägypten, wo er vom Pharao ein Staatsbegräbnis erhält und in das Land seiner Ahnen zurückgeführt wird. Josef und seine Brüder versöhnen sich. Josef bleibt bis zu seinem Lebensende in Ägypten, die Brüder bekommen als fruchtbares, wasserreiches Weideland Goschen, also das Nildelta, zugewiesen.

## Textgeschichte

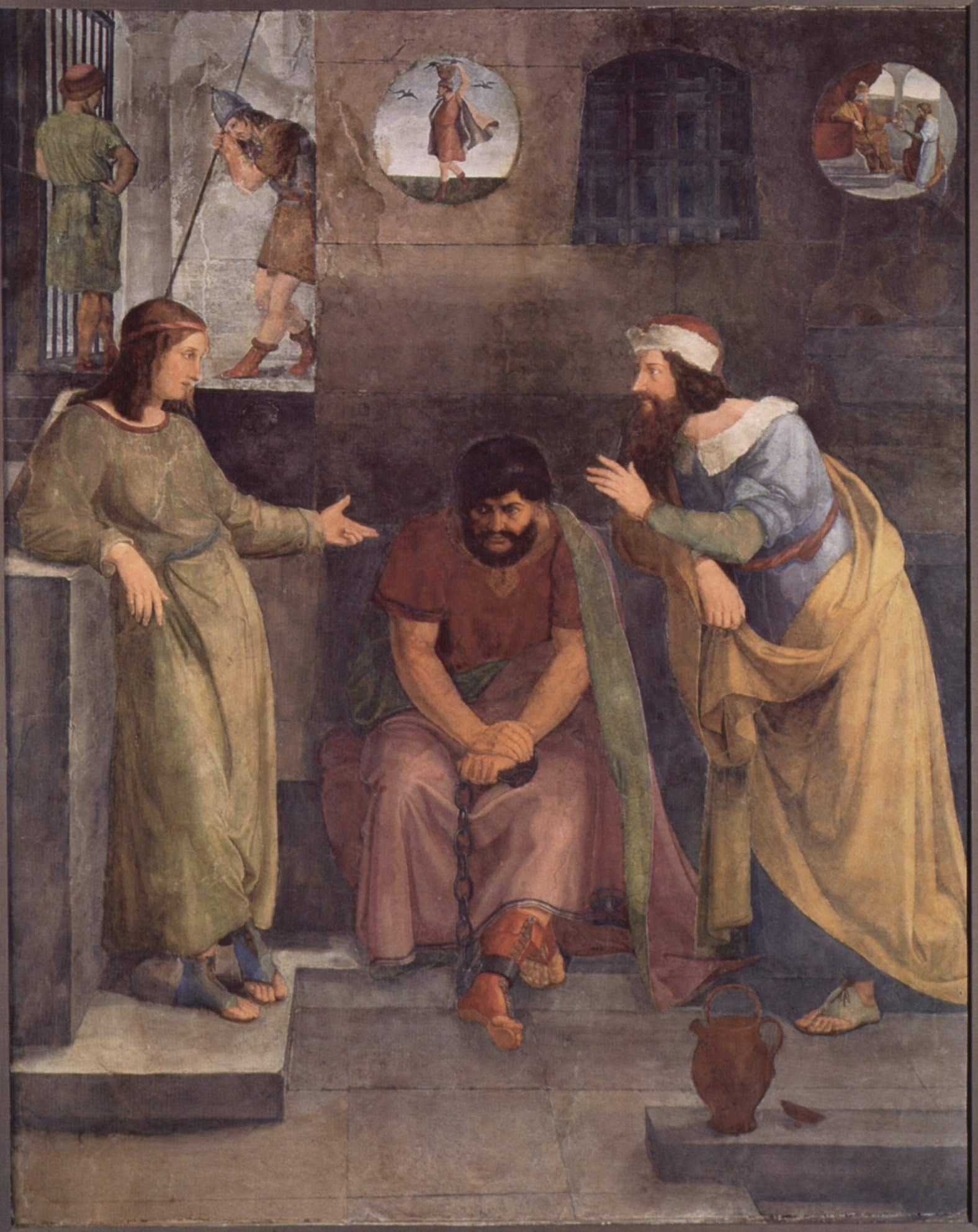
Wilhelm von Schadow: Josephs Traumdeutung im Gefängnis

Die Analyse des Textes der Josefsgeschichte ist seit langem verknüpft mit der des Pentateuch. Julius Wellhausen maß der Josefsgeschichte sogar eine Schlüsselrolle zu: die Theorien, Hypothesen, die man zur Beschreibung der fünf Bücher Mose für richtig erachtet, müssen speziell bei der Josefsgeschichte verifiziert werden können. Gelinge das nicht, sei der Nachweis der Pentateuchquellen auch außerhalb der Josefsgeschichte obsolet. Im Kern geht es also darum, dass man in Gen 37–50 zwar vorrangig das Wirken der Pentateuchquelle Elohist zu erkennen glaubt (u. a. weil so viel geträumt werde – das sei ein Merkmal des Elohisten; die Gottesbezeichnung Elohim anstelle von Jahwe kommt zwar vor, aber selten). Aber daneben seien in den Endtext, den man heute zu lesen bekommt, auch Textpassagen des Jahwisten integriert. Es habe also zwei Josefsgeschichten gegeben, die – neben einigen weiteren Zutaten – uns heute ineinander geschachtelt vorliegen. Das würde einige Doppelungen erklären, die unzweifelhaft vorliegen.
In Gen 37–50 wird Josefs Vater als Jakob oder als Israel bezeichnet, die Namengebung wechselt wiederholt und unmotiviert. Ein stilistisch plausibler Grund für den Wechsel konnte bisher nicht gefunden werden. Wird auf den Text verwiesen, wird meist der Name des Vaters mit Jakob angegeben. Der Grund dürfte sein, dass die Josefsgeschichte die Reihe der Jakobgeschichten abschließt. Jedoch war in Gen 32 bereits eine Umbenennung Jakobs in Israel berichtet worden. Und in Gen 37–50 scheint Israel besser verankert zu sein (s. u.).
Eine andere Beobachtung bezog sich auf Kapitel, die wie Fremdkörper wirken: Gehört Gen 38 (Tamar) wirklich zur Josefsgeschichte? Welche Funktion hätte das Kapitel? Wie steht es mit der langen Namensliste all derer, die laut Gen 46 nach Ägypten umgezogen sein sollen? Weitgehend akzeptiert ist, dass Gen 49 (Segenssprüche für die einzelnen Brüder) ebenfalls nicht zum Grundbestand der Erzählung gehört.
Ein weiterer Beobachtungstyp konnte auf mehrfache doppelte Vorkommen verweisen: Josef träumt Anfang Gen 37 zweimal, ebenso der Pharao Anfang Gen 41. Am Beginn von Gen 45 scheint sich Josef zweimal den Brüdern zu offenbaren. In Gen 42/44 erhalten die Brüder einerseits ihr Getreidegeld in ihren Säcken zurück; das scheint Ende Gen 43 (Fest) ausgestanden zu sein. Am Beginn von Gen 44 wird die Komplikation unmotiviert mit einem versteckten Becher nochmals variiert. Mehrfach pendeln die Brüder zwischen Kanaan und Ägypten hin und her.
Gottesnamen sind selten: Im Rahmen der Verführungsgeschichte (Gen 39) wird „Jahwe“ mehrfach genannt (Beistandsformel), ansonsten wird unspezifisch und sehr selten von „Gott“ gesprochen.
Aus der Brüdergruppe ragen Sprecher hervor, die mit Namen benannt werden. Dabei stehen Ruben und Juda in Konkurrenz, ohne dass deren Zueinander erzählerisch vermittelt würde.

## Forschungsgeschichte
Durch Julius Wellhausen, Hermann Gunkel und Forscher des 19. und 20. Jahrhunderts bis in die 1970er Jahre wurde ein Erklärungsmuster angewendet, das etwa bei der Erzählung von der Sintflut (Genesis 6–8) gut funktioniert: Zwei Quellen waren zusammengearbeitet worden. Im Fall der Josefsgeschichte jedoch blieben Zweifel, was in den vergangenen 150 Jahren zu immer neuen Lösungsvorschlägen führte. Alle logisch denkbaren Positionen wurden vorgebracht:
- (a) Zwei Textvarianten wurden zu einem Gesamttext verschmolzen,
- (b) es gab von vornherein nur eine Josefsgeschichte, die anschließend mehrfach redaktionell bearbeitet wurde – ohne dass diesen Bearbeitungen ein eigener kompletter Text zugrunde gelegen hätte.
- (c) Es gibt keine Probleme: die Josefsgeschichte, wie sie überliefert wurde, ist akzeptabel lesbar

Eine weitere Beobachtung besteht darin, dass in den Forschermeinungen die ursprüngliche Josefsgeschichte (ausgenommen Position (c)) immer kürzer wurde. Ihr Handlungsziel lag dann nicht mehr in Gen 50, sondern wurde vorverlegt, etwa nach Gen 47, oder – zuletzt – nach Gen 45. Es genüge zu erzählen, dass Josef mit der Familie (v. a. mit dem Vater) wieder vereint sei. Solches Abschneiden nahm in Kauf – je nachdem, wie radikal das Abschneiden vollzogen wurde –, dass dann wichtige Erzählstränge (Konflikt mit den Brüdern, Wiedersehen mit dem Vater, Bewältigung der Hungersnot) unbearbeitet blieben bzw. nicht zu einem erzählerisch befriedigenden Abschluss kamen.
Harald Schweizer erarbeitete mit einem Team eine komplett rekonstruierbare Urgestalt der Josefsgeschichte – publiziert 1991. In den Bibelausgaben ist diese Urgestalt jedoch zugedeckt durch nochmals die gleiche Textmenge redaktioneller Bearbeitungen. Der Effekt: beim Lesen des Textes irritieren ständig literarische Brüche, die – da für Laien nicht sofort erkennbar – die Lust am Text schnell verderben. Die massiven redaktionellen Korrekturen sollten offenbar die theologie- und kultkritische Tendenz des Originals neutralisieren, überdecken. Literarisch sind solche Zusätze meist unbedeutend. Inhaltlich jedoch häufig wirkungsvoll – was sich bis zu Autoren wie Thomas Mann zeigen lässt. Auch wurde die Josefsgeschichte durch die frühe Platzierung (nach den Patriarchengeschichten) entschärft: dadurch konnte sie keine Kritik am Jerusalemer Tempel mehr üben, denn den gab es ja noch nicht. Die entstellte Erzählung wird nun zur Vorstufe des Exodus degradiert – obwohl viele gemeinsame Wortketten zeigen, dass die Josefsgeschichte explizit ein Gegenmodell zur Mosegeschichte entwirft: die Exodustexte müssen dem Autor der Josefsgeschichte also weitgehend vorgelegen haben, so dass er sich davon distanzieren konnte.
Entstanden ist die Originalfassung relativ spät: um 400 v. Chr., in einer Zeit also, da sich das Volk als „idealisiertes Israel“ zu verstehen suchte. Der Autor scheint auch aufzugreifen, was sich zeitgleich in Ägypten (Auflösung des Pharaonenreichs) und im griechischen Raum (Thema „Demokratie“) tat. Brisant: von der Figur „Israel“ = Josefs Vater wird ausführlich und feierlich der Tod berichtet. Die Originalfassung warb für die Diaspora, geistige Öffnung, für das Zurückdrängen der Macht der „Hirten/Pastoren“ = Theologen.

## Die Josefsgeschichte im Koran

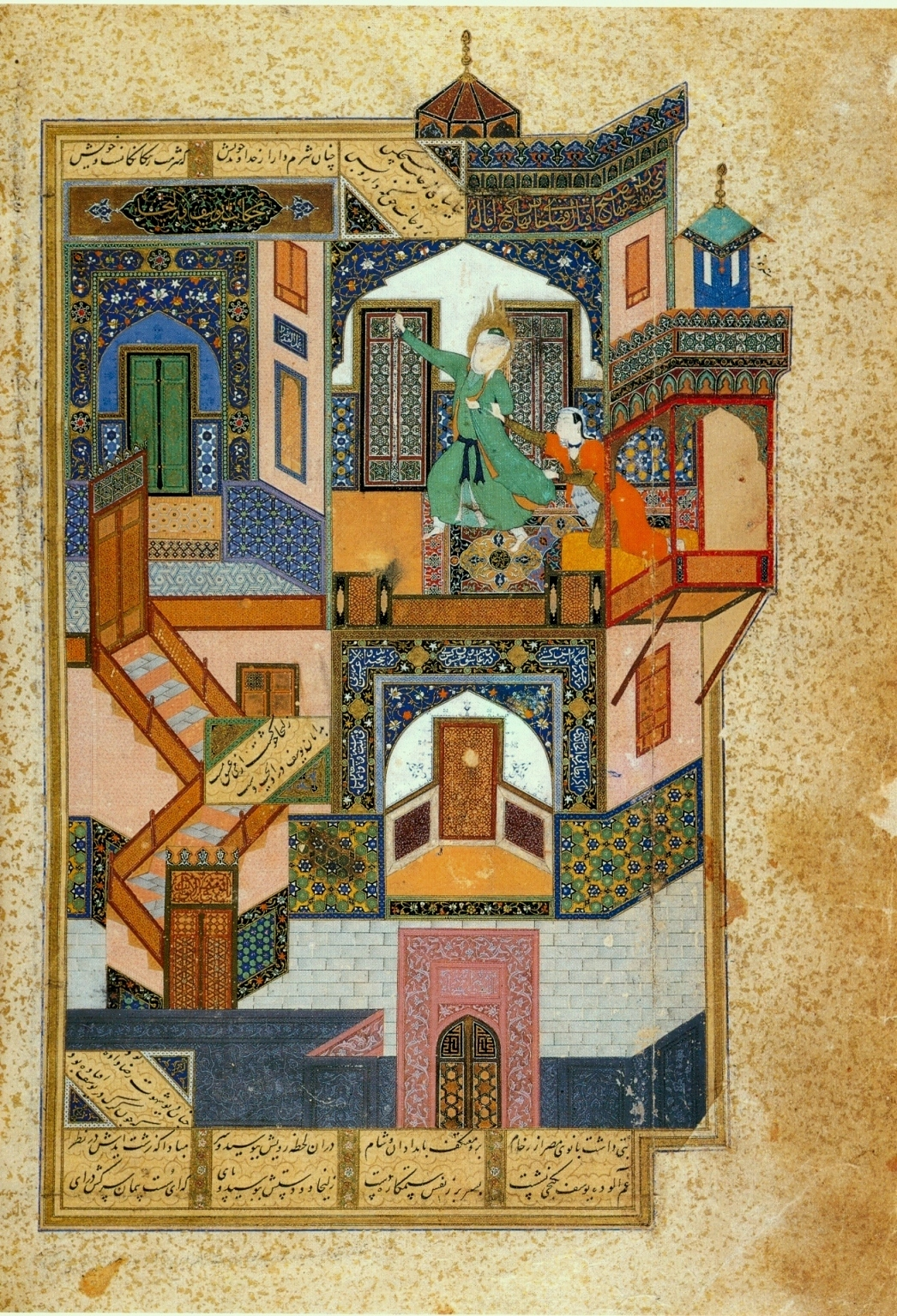
Yusef und Zuleikha

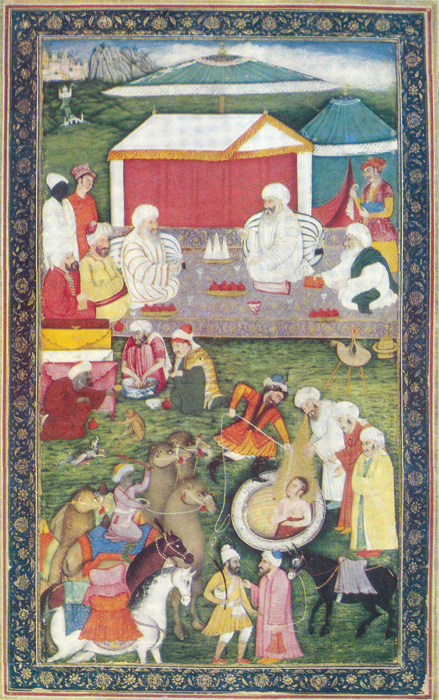
Josef im Brunnen; Mogulmalerei, 1616

Im Koran (Sure 12) findet die Geschichte Josefs ausführliche Erwähnung, allerdings in anderer Form. Erzählt wird von der Eifersucht der Brüder auf Josef und dem Versuch, ihn im Brunnen zu ertränken, Josefs Erlebnisse in Ägypten, die Verführungsgeschichte mit Potifars Frau (literarisch bearbeitet in der Geschichte von Yūsuf und Zulaichā), und der Bittgang der Brüder nach Ägypten während der Hungersnot. Sure 12 ist kürzer als der biblische Text und gibt der Josefsgeschichte einen lehrhaften Aspekt.

## Rezeption in Kunst, Musik, Literatur und in liturgischen Texten
Die Josefsgeschichte wurde künstlerisch vielfach aufgegriffen – viele gotische Kathedralen in Frankreich weisen ein „Josefsfenster“ auf. Außerordentlich beliebt in der bildenden Kunst ist die Szene der Verführung Josefs durch Potifars Frau.
In der liturgischen Verwendung spielt der Text nur eine geringe Rolle. Sowohl in der katholischen wie in der evangelischen Leseordnung finden sich allenfalls kleine Versatzstücke.
→ siehe auch Wirkungsgeschichte der Josefsgeschichte